# Mont Saint-Michel de Brasparts
Der Mont Saint-Michel de Brasparts (auf bretonisch „menez Mikael-an-Are“, lokal auch „menez Sant-Mikael“ oder „Tuchenn Mikael“ genannt) ist einer der Gipfel der Bergkette Monts d’Arrée in der Bretagne in der Gemeinde Saint-Rivoal (Département Finistère). Er ist Teil des Regionalen Naturparks Amorique und überragt das Torfmoorbecken von Yeun Elez. Er erreicht eine Höhe von 381 Metern, auf seinem Gipfel befindet sich die Kapelle Saint-Michel aus dem 17. Jahrhundert.

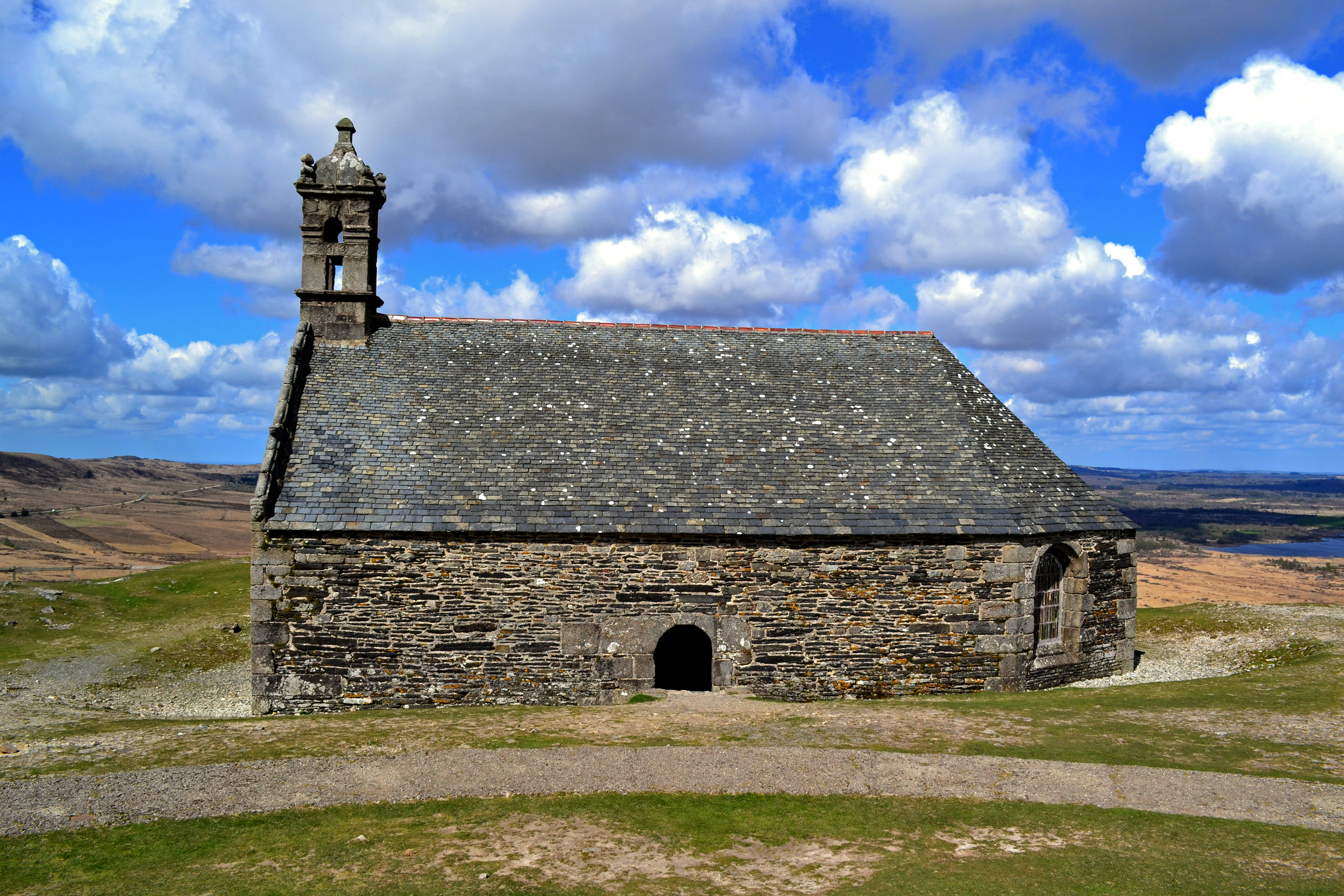
Kapelle des Mont Saint-Michel de Brasparts

## Toponymie
Der Berg Saint-Michel de Brasparts ist unter folgenden Bezeichnungen belegt: „Motte de Cronon“ im Jahr 1672, dann „Motte de Cronnon“ im Jahr 1673, „Saint Michel de Croinon“ im Jahr 1674, „Saint Michel de Coronnon“ im Jahr 1676, „montagne de Cronnon“ im Jahr 1676, „Saint-Michel Cronnon“ im Jahr 1691.
Laut dem Schriftsteller Gwenc'hlan Le Scouëzec soll das lange, mit Heide bedeckte Plateau, das die Höhe nach Nordwesten verlängert, noch Gwaremm Kronan („Kronans Hort“) heißen.

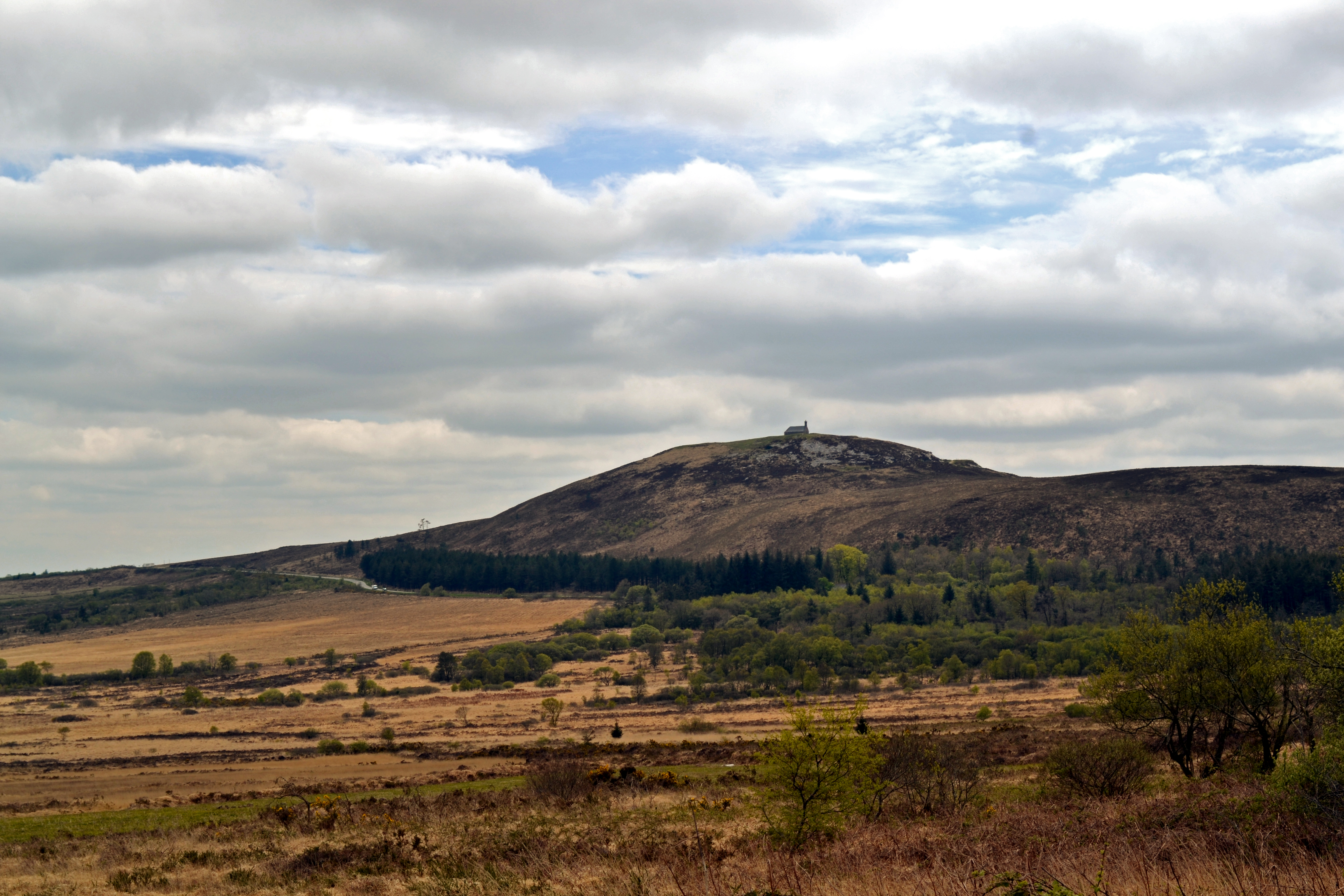
Der Mont Saint-Michel de Brasparts und seine Kapelle

Der Name des Gipfels rührt daher, dass er lange Zeit zur Untergemeinde Saint-Rivoal gehörte, die zur Pfarrei Brasparts gehörte. Seit der Gründung der Gemeinde Saint-Rivoal im Jahr 1925 gehört der Mont Saint-Michel de Brasparts zu Saint-Rivoal.

## Geschichte

### Ein keltischer Tempel der Sonnenverehrung
Die Gipfelkapelle des Mont Saint-Michel in Brasparts war, so glaubte man Ende des 18. Jahrhunderts, der Nachfolger eines alten keltischen Tempels, der der Anbetung der Sonne gewidmet war. Jacques Cambry schreibt 1798:
 „Auf dem höchsten Punkt der Berge von Ares, fast zwei Orte von La Feuillée entfernt, steht eine alte Kapelle, die in den ältesten Zeiten zweifellos der Sonne geweiht war, wie der Felsen von Tombelène in der Normandie, wie der Berg Penninus, wie alle Hochorte: Jetzt ist es der Heilige Michael, den man dort verehrt. In schönen Nächten sieht man ihn manchmal seine goldenen und azurblauen Flügel ausbreiten und in der Luft verschwinden.“.

«Sur le point le plus élevé des montagnes d’Arès, à près de deux lieues de la Feuillée, est une chapelle antique, consacrée sans doute au Soleil, dans les temps les plus reculés, comme le rocher de Tombelène en Normandie, comme le mont Penninus, comme tous les hauts-lieux : c’est à présent Saint Michel qu’on y révère. Dans les belles nuits, on le voit quelquefois déployer ses ailes d’or et d’azur, et disparoître dans les airs".